# 11B-X-1371
11B-X-1371은 기원이 알려지지 않은, 2015년 초 바이럴 비디오에 주어진 이름으로, 스웨덴의 기술 블로그인 GadgetZZ.com로 전달된 DVD에 기록된 base64 문자열의 평문에서 비롯되었다.

## 역사

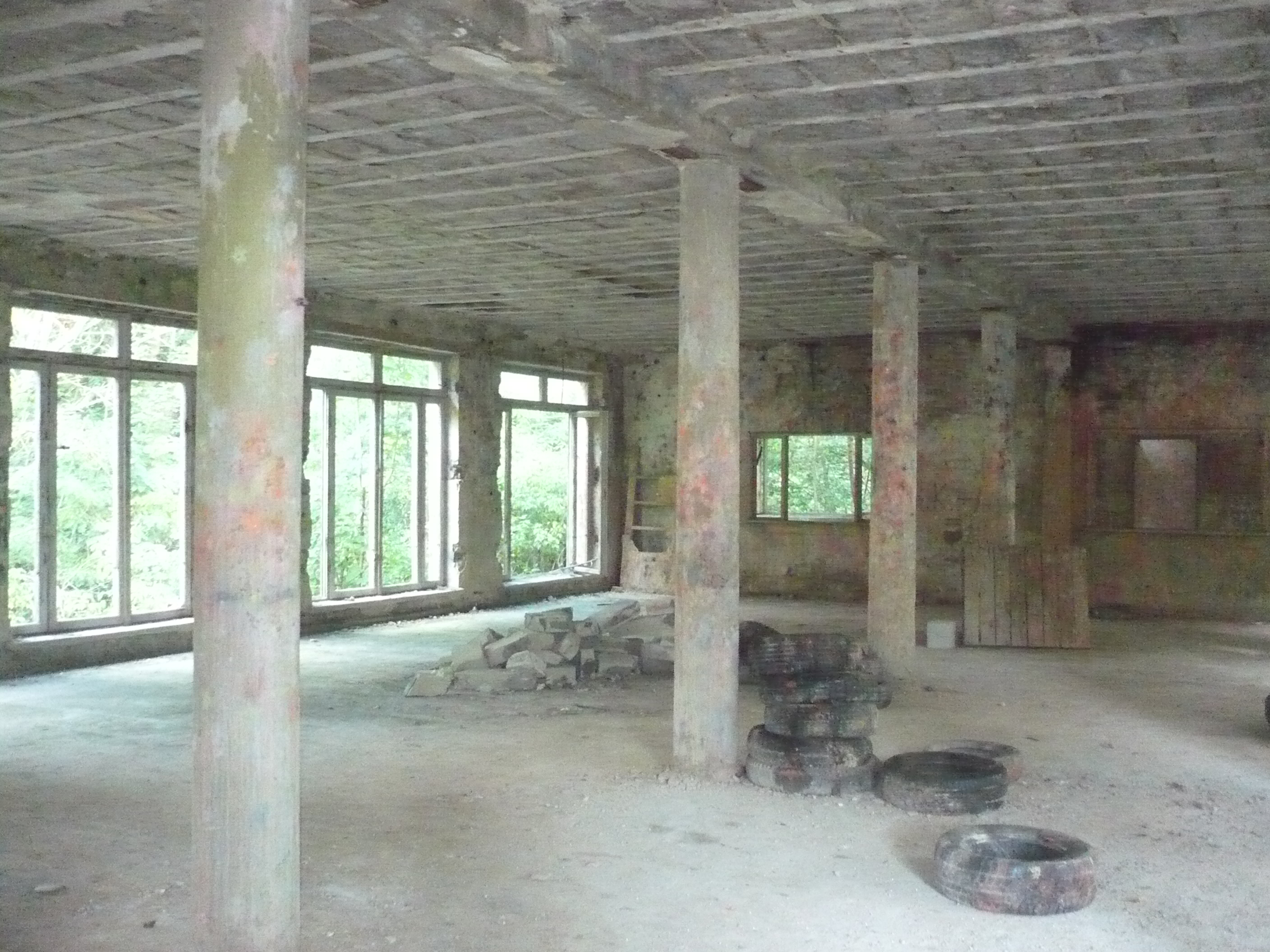
영상 촬영지로 추측되는 폴란드의 Zofiówka Sanatorium

2015년 10월 12일, 스웨덴의 기술 블로그 GadgetZZ의 편집장 존 에릭 "조니"는 6월에 이메일을 통해 그에게 전달된 "creepy puzzle"에 대한 글을 올렸다.
바르샤바 소인에 목적지 주소가 "Johny K."로 된봉투에는 발신인 주소는 없었으며 정말 이상한 CD(실제로는 DVD였음)가 포함되어 있었다. 그 위에는 영숫자 문자열이 적혀있었고, 그 길이는 두 줄 정도면 충분했다. 먼저 그는 이것이 제품키인 것으로 추측했다.
리뷰를 위해 누군가가 자신에게 소프트웨어를 보낸 것으로 생각했다. 여분의 노트북에 이것을 시험해 보았고 동영상을 발견하였다. "이것에 대해 어떻게 생각해야할지 몰랐고 매우 낯설어 보였습니다." 나중에 그는 워싱턴 포스트에서 이렇게 이야기했다. "나중에 그것을 다시 확인해 보았고 동영상 주변에 감추어진 '코드'와 문자를 눈치채기 시작했습니다."
스스로 최소한의 노력으로 이것을 디코딩한 다음 그는 이를 포기하고 디스크와 봉투 사진과 함께 그의 블로그에 이에 관해 올렸다. 또, 그는 "r/creepy" subreddit에 연결 링크를 게시하였고, 참여자들이 그것을 디코딩하는 것을 시도하기 시작했다. 며칠 뒤 기즈모도는 이 발견에 관한 이야기를 다루었다.

## 같이 보기
- 시카다 3301
- 유명한 암호문 목록